# Skjern Bank Arena
Skjern Bank Arena er en sportshal i Skjern i Danmark, der hovedsageligt bliver brugt til håndbold. Hallen har plads til ca. 3200 tilskuere[kilde mangler], og den er hjemmebane for Håndboldliga-klubben Skjern Håndbold.

## Eksterne links
- Skjern Bank Arena

55°57′14″N 8°30′06″Ø / 55.9539°N 8.5018°Ø